# Mathias Schmid (Politiker)
Mathias Schmid (* 15. Oktober 1870 in Wies, Steiermark; † 23. September 1944 in Graz) war ein österreichischer katholischer Geistlicher und Politiker der Christlichsozialen Partei (CSP).

## Leben
Nach dem Besuch der Volksschule und des Gymnasiums studierte er Katholische Theologie, wurde 1910 an der Universität Graz zum Dr. theol. promoviert. Er wurde zum Priester geweiht und wurde Dechant und Hauptpfarrer in Waltersdorf.
Er war Mitglied des Gemeindeausschusses von Waltersdorf und Obmann der landwirtschaftlichen Filiale Waltersdorf.
Vom 4. März 1919 bis 31. Juli 1919 war er Mitglied der Konstituierenden Nationalversammlung für die CSP.

## Schriften
- Die Lage in Iuda und seinen Nachbarländern zur Zeit des Königs Ezechias. Dissertation, Universität Graz 1910 (handschriftlich).